# Theodotos Hemiolios
Theodotos Hemiolios (altgriechisch Θεόδοτος Ἡμιόλιος Theódotos Hēmiólios; † nach 217 v. Chr.) war ein Feldherr des seleukidischen Königs Antiochos III.

## Leben
Nachdem der medische Satrap Molon eine Rebellion gegen den jungen, gerade erst an die Regierung gelangten Antiochos III. angezettelt hatte, setzte der Reichskanzler Hermeias durch, dass nicht der König selbst, sondern Theodotos Hemiolios und Xenon mit der Bekämpfung des aufständischen Satrapen betraut wurden. Die beiden Feldherren marschierten 222 v. Chr. gegen Molon, mussten aber vor dessen starken Truppen zurückweichen und zogen sich in die Stadt Seleukeia am Tigris zurück. Erst nachdem Antiochos III. 220 v. Chr. persönlich eingriff, konnte er Molon entscheidend besiegen.
Als Antiochos III. 219 v. Chr. im Rahmen des Vierten Syrischen Krieges, den er gegen den ägyptischen König Ptolemaios IV. ausfocht, an die Einnahme der Stadt Seleukeia Pieria schritt, sandte er Theodotos Hemiolios mit einem starken Heer zur Besetzung der nach Koilesyrien führenden Pässe, um vor einem Angriff von dieser Seite her geschützt zu sein. Im gleichen Jahr beschloss der Seleukidenkönig auf die Aufforderung des Überläufers Theodotos von Ätolien hin, ganz Koilesyrien von den Ptolemäern zu erobern. Er zog zur Festung Gerrha, die Theodotos Hemiolios mittlerweile wohl eingenommen hatte, und konnte im weiteren Verlauf des Feldzugs einige Erfolge erzielen; Sidon blieb allerdings in der Hand der Ptolemäer. Beim Herannahen des Winters zog sich Antiochos III. nach Seleukeia Pieria zurück, stationierte aber in dem von ihm unterworfenen Territorien syrische Besatzungstruppen, die er dem Kommando des Theodotos Hemiolios unterstellte.
Im Frühling 218 v. Chr. begannen neue militärische Auseinandersetzungen. Antiochos III. stieß auf der Küstenstraße nach Süden vor und schickte Theodotos Hemiolios sowie Nikarchos mit einem Truppenkontingent voraus, um den Engpass beim Fluss Lykos (heute Nahr el-Kelb) zu besetzen. Bei der kombinierten Land- und Seeschlacht, die der Seleukidenkönig südlich der Mündung des Flusses Damuras (heute Nahr ad-Damur) gegen Nikolaos, den ptolemäischen Statthalter Koilesyriens, austrug, hatte Theodotos Hemiolios wesentlichen Anteil an Antiochos’ Sieg. Damit konnte die von Nikolaos errichtete Riegelstellung aufgebrochen werden.
Da eine Belagerung Sidons eine zu langwierige Unternehmung gewesen wäre, ging Antiochos III. nun daran, Städte im Landesinneren zu erobern. Dies gelang aber nur teilweise. In der Stadt Rabbat-Ammon (heute ein Teil Ammans) leisteten ptolemäische Soldaten heftigen Widerstand. Theodotos Hemiolios und Nikarchos erhielten den Auftrag, an zwei geeigneten Stellen vor der Stadt Belagerungsmaschinen zu errichten, um mit deren Hilfe die Stadtmauer sturmreif zu schießen. Beide Männer bemühten sich nach Kräften, die ihnen gestellte Aufgabe rasch zu erfüllen und konnten tatsächlich unerwartet schnell Breschen in die Mauer schlagen, doch gelang die Eroberung der Stadt erst, nachdem sie von der Trinkwasserzufuhr abgeschnitten worden war. Dies war das letzte militärische Unterfangen Antiochos’ III. im Jahr 218 v. Chr.
Im Juni 217 v. Chr. wurde die entscheidende Schlacht von Raphia ausgetragen, an der nicht nur der Seleukidenkönig, sondern auch Ptolemaios IV. persönlich teilnahm. Auf seleukidischer Seite kommandierte im Zentrum Theodotos Hemiolios wieder gemeinsam mit Nikarchos die 20.000 Mann starke Phalanx. Dass diese beiden Feldherren des Antiochos III. der ptolemäischen, u. a. unter dem Befehl des Ministers Sosibios stehenden Phalanx unterlagen, entschied die Schlacht zugunsten der Ägypter. Der Seleukidenkönig wollte nun rasch Frieden schließen und schickte etwa im Juli 217 v. Chr. seinen Neffen Antipater sowie Theodotos Hemiolios mit einer Gesandtschaft zu Ptolemaios IV., um Friedensverhandlungen zu eröffnen. Im Endeffekt verlangte der ägyptische König seinem besiegen Gegner keine allzu harten Forderungen ab.
Später wird Theodotos Hemiolios in den Quellen nicht mehr erwähnt.
Theodotos Hemiolios wird leicht verwechselt mit Theodotos von Ätolien, der zur gleichen Zeit im Dienst des Antiochos stand. Da Polybios den Namen oft ohne Zusatz erwähnt, ist die Zuordnung der jeweiligen Taten nicht immer eindeutig.